# Critonia
Critonia é um género botânico pertencente à família Asteraceae.